# Muhammad V del Marocco
Moḥammed V (in arabo محمد الخامس‎?, Muḥammad al-khāmis; Fès, 10 agosto 1909 – Rabat, 26 febbraio 1961) fu sultano del Marocco dal 1927 al 1953. Dopo un esilio tra il 1953 e il 1955, fu di nuovo riconosciuto sultano al suo rientro in patria e re del Marocco dal 1957 al 1961. Era figlio del sultano Yūsuf, alla cui morte egli ascese al trono, e apparteneva alla dinastia alawide.

## Biografia

### Famiglia
Era il più giovane dei quattro figli di Mulay Yūsuf (Youssef), sultano del Marocco dal 1912 al 1927 sotto il protettorato francese.
La prima moglie di Mohammed V fu Lallā Hanila bint Maʾmūn (sposata nel 1925). Ebbero una figlia, Lallā Fatima Zohra.
La sua seconda moglie fu Lalla ʿAbla bint al-Ṭāhar (sua cugina di primo grado), da cui ebbe cinque figli: il futuro re Hasan II, Lallā ʿĀʾisha (Aicha), Lallā Malika, Moulay Abdellah e Lallā Nuzha.
La terza moglie fu Lallā Bāhiya bint ʿAntar, madre della sua ultima figlia Lallā Amina.

### Sultano del protettorato
Alla morte di suo padre nel 1927, un anno dopo la fine della guerra del Rif, venne scelto dalle autorità francesi al posto dei suoi due fratelli maggiori.
Nel 1940 il governo di Vichy, sotto controllo nazista durante la Seconda guerra mondiale, emise molti decreti per escludere gli ebrei dalle funzioni pubbliche. Il sultano Mohammed V si rifiutò di far applicare le leggi antisemite in Marocco e, in segno di sfida, nel 1941 invitò tutti i rabbini del regno alle celebrazioni dell'anniversario della sua salita al trono.

### Esilio
Il 20 agosto 1953 la Francia obbligò Mohammed V e la sua famiglia all'esilio in Madagascar, a seguito dell'appoggio da lui dato agli indipendentisti dell'Istiqlāl che volevano l'indipendenza del Marocco. Un suo parente, Mohammed Ben Arafa, fu posto sul trono.
Mohammed V e la sua famiglia furono trasferiti in Madagascar nel gennaio 1954. Mohammed V tornò dall'esilio il 16 novembre 1955, riconosciuto ancora come legittimo sultano dopo la sua opposizione attiva al Protettorato francese sul suo Paese.

### Re del Marocco

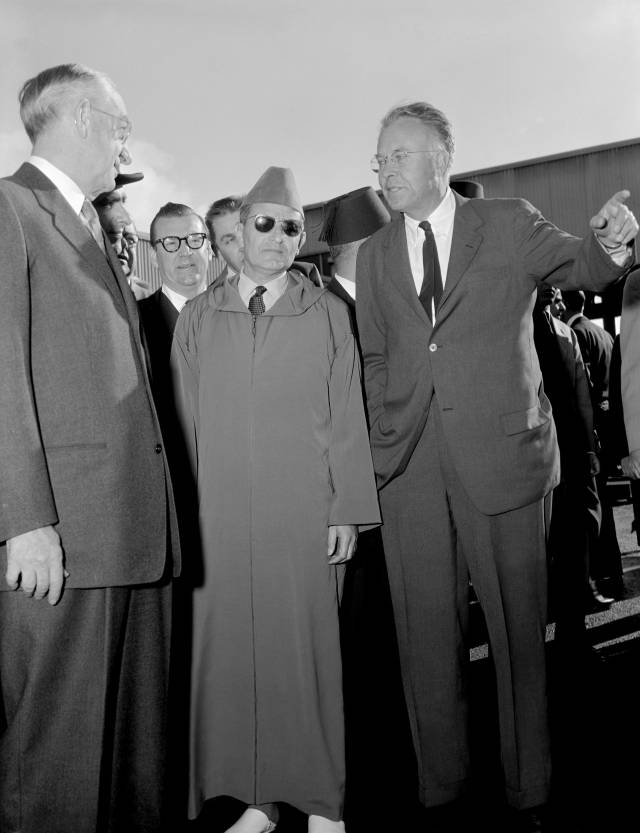
Al centro il sovrano in visita al Lawrence Berkeley National Laboratory, fondato da Ernest Orlando Lawrence, negli Stati Uniti, nel 1957

Nel febbraio 1956 negoziò con la Francia e con la Spagna la piena indipendenza del Marocco. Tuttavia al Paese diventato indipendente mancavano alcuni territori (Tangeri, che gli verrà restituita a ottobre dello stesso anno, Sidi Ifni, Tarfaya e Sahara Occidentale), lasciando deluse le aspettative degli indipendentisti dell'Istiqlāl. Nell'agosto 1957 Mohammed V assunse il titolo di re, in sostituzione del titolo di sultano.
Sin dai primi anni Mohammed V si impegnò per dare al Paese istituzioni democratiche, redigendo una prima bozza di costituzione, allo scopo di migliorare lo Stato marocchino con un particolare riguardo alla modernizzazione del Paese ed alla diffusione dell’istruzione e della cultura.

#### Politica estera
Il Marocco aderì all’ONU e alla Lega Araba, dichiarandosi solidale e dando sostegno politico agli algerini in lotta per l'indipendenza, ma questo non significò una rottura dei legami con la Francia, mentre fin da subito furono solidi e cordiali i rapporti con gli Stati Uniti.
Il Marocco provò a riconquistare Sidi Ifni, sotto occupazione spagnola, nell’ottobre 1957 con le armi, ma il conflitto fallì nel giugno 1958 per la reazione spagnola, sostenuta anche dai francesi. Ma, nonostante la sconfitta dell’intervento armato a Sidi Ifni, la Spagna, sempre nel 1958, restituì al Marocco la città di Tarfaya.

### Morte

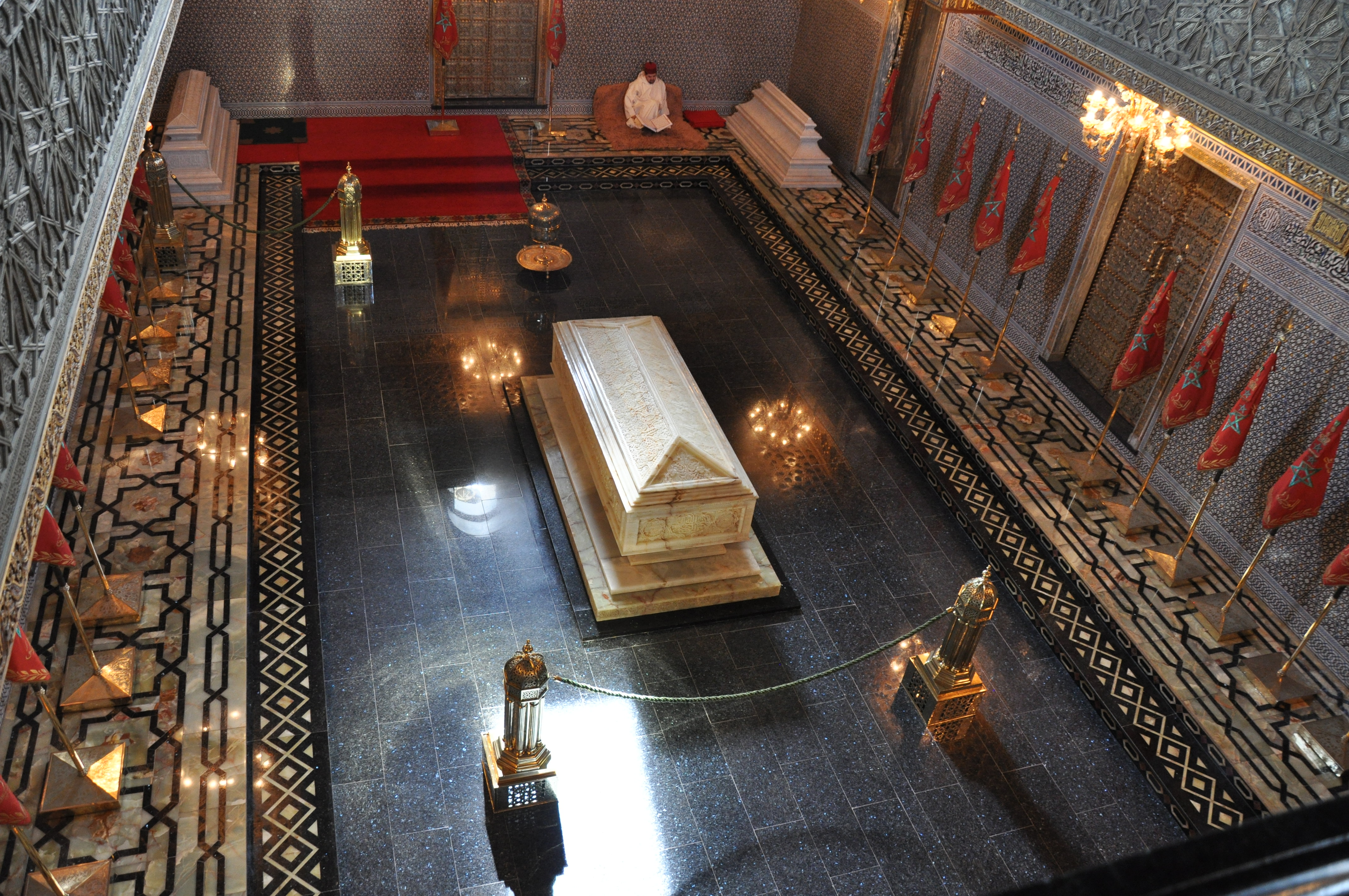
Mausoleo di Muhammad V a Rabat

Il 26 febbraio 1961 il re Mohammed V morì improvvisamente per impreviste complicanze durante un intervento chirurgico, che gli procurarono un attacco cardiaco; gli succedette al trono il figlio Ḥasan II.
Gli sono stati dedicati il Mausoleo di Muhammad V di Rabat, l'Aeroporto Internazionale Mohammed V di Casablanca e l'Università Mohammed V di Rabat, al pari di numerose università e vari spazi pubblici del Marocco. Esiste una "Avenue Mohammed V" in quasi ogni città marocchina.